# Tony Hawk's Project 8
Tony Hawk's Project 8 es la octava entrega de la saga de videojuegos Tony Hawk's. Fue lanzado para las consolas de Sony y Microsoft de la sexta generación (Xbox y PlayStation 2) y las de séptima generación (Xbox 360 y PlayStation 3) el 7 de noviembre de 2006. Es completamente diferente a su homólogo Tony Hawk's Downhill Jam. El nombre "Project 8" se refiere a que es el octavo juego de la franquicia, así como la competición "Project 8" que está incluida en historia del juego.

## Historia
El juego comienza en la ciudad natal del skater personalizado en Suburbios. Después de irrumpir en las calles principales, Tony Hawk crea un equipo. El equipo se llama Proyect 8 y está compuesto por ocho skaters. El personaje del jugador comienza en el puesto 200 y al completar desafíos y objetivos, mejorará su clasificación constantemente.

## Diferencias entre versiones
A diferencia de las versiones de sobremesa, la versión de PSP, trae de manera exclusiva el modo clásico con niveles vistos en entregas anteriores. 
En las versiones de PS2 y Xbox viene de forma exclusiva el nivel Downhill visto anteriormente en THPS3 para PS1. 
La única diferencia entre las versiones de Xbox 360 y PS3 es que esta última carece de un modo En línea.
En las versiones de PS3 y Xbox 360 se puede pasar de una zona a otra sin necesidad de ir al menú, evitándose tiempos de carga adicionales, ya que los niveles están interconectados.

## Niveles
PS3, Xbox 360
- Entrenamiento (tutorial)
- Suburbios
- Downtown
- Centro Ciudad
- Instituto
- Fabrica de Coches
- Parque de Cemento
- Parque de Atracciones

PS2, Xbox
- Entrenamiento (tutorial)
- Suburbios
- Downtown
- Centro Ciudad
- Instituto
- Fabrica de Coches
- Parque de Cemento
- Parque de Atracciones
- Downhill (Nivel de Tony Hawk's Pro Skater 3 para PS1)

PSP
Modo Historia:
- Entrenamiento (tutorial)
- Suburbios
- Downtown
- Centro Ciudad
- Instituto
- Fabrica de Coches
- Parque de Cemento
- Parque de Atracciones

Modo Clásico:
- Marseilla (nivel de Tony Hawk's Pro Skater 2)
- Minneapolis (nivel de Tony Hawk's Pro Skater)
- Mall (nivel de Tony Hawk's Pro Skater)
- Chicago (nivel de Tony Hawk's Pro Skater)
- Alcatraz (nivel de Tony Hawk's Pro Skater 4)
- Hawaii (nivel de Tony Hawk's Underground)
- Ruinas (nivel de Tony Hawk's American Wasteland)
- Phoenix (Downhill Jam) (nivel de Tony Hawk's Pro Skater)

## Pro Skaters
- Tony Hawk
- Lyn-Z Adams Hawkins
- Bob Burnquist
- Dustin Dollin
- Christian Hosoi
- Nyjah Huston
- Jason Lee
- Bam Margera
- Rodney Mullen
- Paul Rodríguez
- Ryan Sheckler
- Daewon Song
- Kevin Staab
- Mike Vallely
- Stevie Williams

Otros:
- Travis Barker (Baterista de Blink-182)
- Grim Ripper

## Banda sonora
- +44 - Lycanthrope (Rock/Other)
- 76 Percent Uncertain - I Hate the Radio (Punk)
- Aurelius - Hemlock (Rock/Other)
- Bad Religion - Social Suicide (Punk)
- Black Mountain - Druganaut (Rock/Other)
- The Channeling - The Frighteners (Punk)
- Charizma and PB Wolf - Devotion (Hip Hop)
- Claus Grabke - Cause (Rock/Other)
- Cryptic Slaughter - Lowlife (Punk)
- The Cure - Plastic Passion (Rock/Other)
- Damian Marley - Move (Hip Hop)
- The Dead Milkmen - Punk Rock Girl (Punk)
- Die Young (TX) - Anthem of the Prodigal Son (Rock/Other)
- Eagles of Death Metal - Chase the Devil
- FunkFace - Zoo York City (Punk)
- Gnarls Barkley - Gone Daddy Gone (Hip Hop)
- Gym Class Heroes - The Queen and I (Hip Hop)
- Hieroglyphics - At The Helm (Hip Hop)
- The Hold Steady - Your Little Hoodrat Friend (Rock/Other)
- Immortal - One by One (Rock/Other)
- Jaylib - The Red (Hip Hop)
- Joy Division - Interzone (Rock/Other)
- Kasabian - Club Foot (Rock/Other)
- Klaxons - Gravity's Rainbow (Rock/Other)
- Kool and the Gang - Summer Madness (Rock/Other)
- Legitimate Business - 80 on 80 (Rock/Other)
- Liquid Liquid - Optimo (Hip Hop)
- Living Legends - Moving at the Speed of Life (Hip Hop)
- Ministry - Stigmata Remix (Rock/Other)
- Mogwai - Glasgow Mega Snake (Rock/Other)
- Monty Are I - In This Legacy (Numetal)
- Nine Inch Nails - Getting Smaller (Rock/Other)
- Noise - Dirty Evil (Rock/Other)
- Oh No - Chump (Hip Hop)
- Pardon My Extinguisher - Bitch and Moan (Punk)
- Primus - American Life (Rock/Other)
- The Ramones - I Wanna Live (Punk)
- Revolution Mother - Second Thoughts (Rock/Other)
- Slayer - Angel of Death (Thrash Metal)
- Sonic Youth - Nic Fit (Punk)
- Stasera - Palisades (Rock/Other)
- Supersuckers - Goodbye (Punk)
- The Sword - Iron Swan (Rock/Other)
- The Throwaways - You're Not the Only One (Rock/Other)
- Thine Eyes Bleed - Without Warning (Rock/Other)
- The Thunderlords - Ice Cream Headache (Punk)
- Toots and the Maytals - Time Tough (Rock/Other)
- Transplants - Pay Any Price (Punk)
- Typical Cats - Any Day (Hip Hop)
- Ugly Duckling - Smack (Hip Hop)
- VanStone - Skate Town (Punk)
- Voltera - Do What your Daddy Say (Rock/Other)
- The Walkmen - This Job is Killing Me
- Wildchild - Wonder Years (Hip Hop)
- Wolfmother - Woman (Rock/Other)
- Zeke - Kill the King (Punk)